# Pawel Schumanow
Pawel Schumanow (bulgarisch Павел Шуманов, wiss. Transliteration Pavel Šumanov; * 14. November 1968 in Sliwen) ist ein bulgarischer Radrennfahrer.
Schumanow gewann mehrfach die nationale Meisterschaft im Einzelzeitfahren.
Als Amateur startete er dreimal bei der Internationalen Friedensfahrt. 1989 gewann er die vierte Etappe und trug vier Tage lang das gelbe Trikot. Platz 20 1989 war sein bestes Ergebnis im Gesamtklassement. Pawel Schumanow gewann 1996 eine Etappe bei der Hessen-Rundfahrt. Daraufhin fuhr er im nächsten Jahr für die slowenische Mannschaft KRKA-Telekom Slovenije. In der Saison 2005 gewann er eine Etappe beim Grand Prix Sunny Beach. Seit 2006 fuhr Schumanow für das bulgarische Continental Team Cycling Club Burgas, er wechselte 2008 zum Team Hemus. In seiner ersten Saison dort gewann er eine Etappe bei der Griechenland-Rundfahrt und die Gesamtwertung der Rumänien-Rundfahrt. 2007 gewann er in Rumänien ein Teilstück und war Etappensieger bei der Bulgarien-Rundfahrt.

## Erfolge
1987
- Bulgarischer Meister – Einzelzeitfahren

1996
- eine Etappe Hessen-Rundfahrt

1997
- Bulgarischer Meister – Einzelzeitfahren

2006
- eine Etappe Griechenland-Rundfahrt
- 1. Rumänien-Rundfahrt

2007
- eine Etappe Bulgarien-Rundfahrt

2008
- Grand Prix Bourgas
- eine Etappe Rumänien-Rundfahrt

2009
- Bulgarischer Meister – Einzelzeitfahren

## Teams
- 1997 KRKA-Telekom Slovenije
- 1998 KRKA-Telekom Slovenije
- 2006 Cycling Club Burgas
- 2007 Cycling Club Burgas
- 2008 Hemus 1896
- 2009 Hemus 1896-Troyan
- 2010 Hemus 1896-Vivelo